# John Eccles
John Carew Eccles (Melbourne (Australië), 27 januari 1903 – Locarno (Zwitserland), 2 mei 1997) was een Australische neurofysioloog die in 1963 de Nobelprijs voor medicijnen kreeg vanwege zijn onderzoek betreffende synapsen.

## Biografie
Eccles werd in Melbourne geboren als zoon van William James Eccles (leraar) en Mary Carew (lerares). Hij bezocht de Melbourne middelbare school en studeerde af aan de Melbourne universiteit in 1925. Hij ging met een Rhodesbeurs onder Charles Scott Sherrington studeren aan de Oxford universiteit, waar hij in 1929 zijn doctoraal in de filosofie behaalde. In 1937 keerde Eccles terug naar Australië waar hij gedurende de Tweede Wereldoorlog in het leger diende. Van 1952 tot 1962 was hij verbonden aan de Australische Nationale Universiteit. In 1963 won hij de Nobelprijs en in 1966 verhuisde hij naar de Verenigde Staten en werkte aan de universiteit van Buffalo tot zijn pensioen in 1975. Daarna vertrok hij naar Zwitserland waar hij in 1997 overleed.

## Neurowetenschap
Eccles werk betrof vooral het onderzoek naar neuronen, synapsen en neurotransmitters waarin hij belangrijke ontdekkingen deed. Een belangrijke vondst was dat bij de overdracht van signalen tussen zenuwcellen zowel stimulerende als remmende synapsen voorkomen. In Groot-Brittannië werkte hij nauw samen met de bijna 70 jaar oude Sherrington op enkele van zijn belangrijkste onderzoeken. Samen bestudeerden ze de factoren die verantwoordelijk zijn voor de inhibitie van een neuron. Ook onderzochten ze wat ze de 'motoreenheid' noemden, een zenuwcel die de beweging van vele spiervezels coördineert. Voor zijn werk over neurale excitatie en inhibitie ontving Eccles in 1929 zijn doctoraat.
Na zijn promotie zette hij zijn onderzoek naar zenuwcellen voort, aanvankelijk in Engeland aan het Magdalen College, later in Australië waar hij de leiding kreeg over het Kanematsu Memorial Institute of Pathology in Sidney. Onder zijn leiding werd het Kanematsu eind jaren 1930 en begin jaren 1940 een belangrijk centrum voor de studie van de neurofysiologie. Samen met Bernard Katz, Stephen Kuffler en anderen voerde Eccles onderzoek uit naar de activiteit van zenuw- en spiercellen in katten en kikkers, met name naar de wijze waarop zenuwcellen communiceren met spier- en motorcellen. Hij was religieus en een aanhanger van de dualistische gedachte aangaande bewustzijn.

### Dualistische bewustzijnstheorie
Twee moderne wetenschappers die een dualistische theorie over het bewustzijn hebben ontwikkeld zijn John Eccles en de Australische filosoof David Chalmers.
- Eccles creëerde het begrip "waarschijnlijkheidsvelden", die door de geest zouden worden bediend om op de bewegingen van de neurotransmitters in te werken.
- David Chalmers vraagt zich af waarom er überhaupt qualia zouden bestaan. Hij noemt dit "the hard problem of consciousness", dat de wetenschap belet om een verklaring over bewustzijn te kunnen geven[1]

Beiden neigen ze ernaar zich buiten de grenzen van het wetenschappelijk aanvaardbare te bewegen. Verder kan in deze richting ook de recentere theorie worden gesitueerd van de "morfogenetische velden" van Rupert Sheldrake.

## Persoonlijk
In 1938 trad Eccles in het huwelijk met de Nieuw-Zeelandse Irene Francis Miller, een huwelijk dat in 1968 eindigde in een scheiding. Uit dit huwelijk werden vier zonen en vijf dochters geboren. Een van de dochters, Rosamond, behaalde een doctoraat en assisteerde haar vader bij diens onderzoek. Na zijn scheiding hertrouwde hij in 1968 met de Tsjechoslowaakse neurofysioloog Helena Tabarikova, die vervolgens ook zijn partner werd op wetenschappelijk gebied.

## Publicaties
Eccles schreef een twintigtal boeken en vele artikelen: Een selectie:
- 1932, Reflex Activity of the Spinal Cord.
- 1953, The neurophysiological basic of the mind: The principles of neurophysiology, Oxford: Clarendon.
- 1957, The Physiology of Nerve Cells.
- 1964, The Physiology of Synapses.
- 1965, The brain and the unity of consious experience, London: Cambridge University Press.
- 1969, The Inhibitory Pathways of the Central Nervous System.
- 1970, Facing reality: Philosophical Adventures by a Brain Scientist, Berlin: Springer.
- 1973, The Understanding of the Brain.
- 1977, The Self and Its Brain, met Karl Popper, Berlin: Springer.
- 1979, The human mystery, Berlin: Springer.
- 1980, The Human Psyche.
- 1984, The Wonder of Being Human - Our Brain & Our Mind, met Daniel N. Robinson, New York, Free Press.
- 1985, Mind and Brain: The Many-Faceted Problems, (Editor), New York : Paragon House.
- 1989, Evolution Of The Brain : Creation Of The Self.
- 1994, How the Self Controls Its Brain.

## Voetnoten
1. ↑  David Chalmers (1997), The Conscious Mind, New York: Oxford University Press.